# Fánadagar

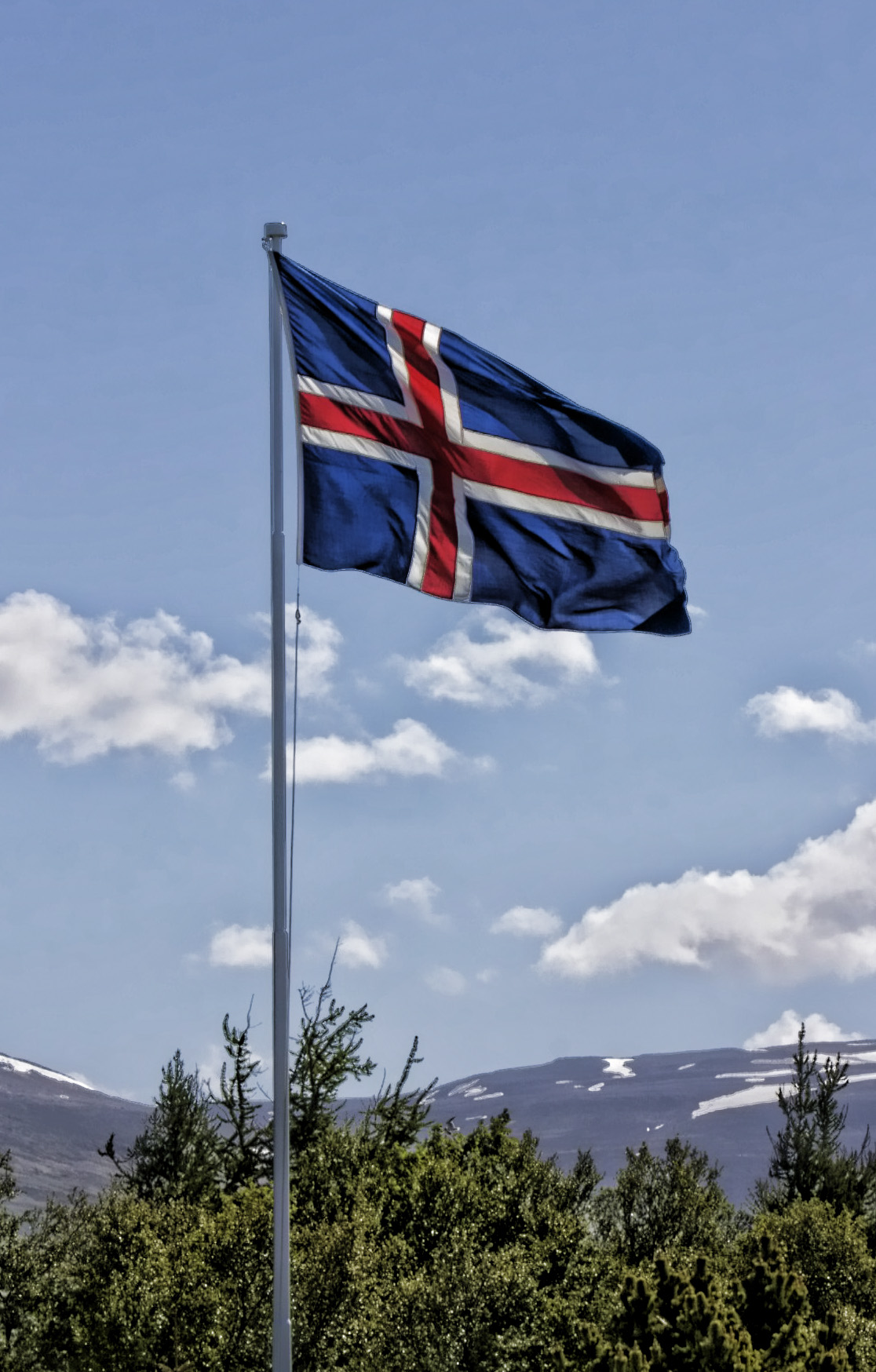
Die Flagge Islands in Akureyri

An diesen zwölf Fánadagar (isländisch Flaggentage) wird in Island an allen öffentlichen Gebäuden die Flagge gehisst.
Diese Regelung gilt seit einem Erlass des Präsidenten seit Januar 1991.
Am 17. Dezember 2008 wurde die Liste um den Geburtstag von Jónas Hallgrímsson als Tag der Isländischen Sprache erweitert.
Am Karfreitag (Föstudaginn langa) wird die Fahne auf Halbmast gehisst.
Die Flagge sollte erst ab sieben Uhr morgens und grundsätzlich nicht länger als bis zum Sonnenuntergang aufgezogen sein.
| Isländisch                   | Deutsch                       | Datum  | Anmerkung                         |
| ---------------------------- | ----------------------------- | ------ | --------------------------------- |
| Fæðingardag forseta Íslands  | Geburtstag des Präsidenten    | 11.10. | Halla Tómasdóttir                 |
| Nýársdag                     | Neujahr                       | 1.1.   |                                   |
| Föstudaginn langa            | Karfreitag                    |        | nur Halbmast                      |
| Páskadag                     | Ostersonntag                  |        |                                   |
| Sumardaginn fyrsta           | Erster Sommertag              |        |                                   |
| Verkalýðsdagurinn            | Tag der Arbeit                | 1.5.   | Fyrsti maí                        |
| Hvítasunnudag                | Pfingstsonntag                |        |                                   |
| Sjómannadaginn               | Ehrentag der Seeleute         |        | erster Sonntag im Juni            |
| Íslenski þjóðhátíðardagurinn | Isländischer Nationalfeiertag | 17.6.  | Geburtstag von Jón Sigurðsson     |
| Dagur íslenskrar tungu       | Tag der Isländischen Sprache  | 16.11. | Geburtstag von Jónas Hallgrímsson |
| Fullveldisdagurinn           | Tag der Souveränität          | 1.12.  | 1. Dezember 1918                  |
| Jóladag                      | Erster Weihnachtstag          | 25.12. |                                   |

## Trivia
Am 11. Oktober 2024, dem Geburtstag der Präsidentin, wurde nicht bei allen öffentlichen Gebäuden geflaggt.
Die Präsidentin Halla Tómasdóttir hatte ihr Amt am 1. August 2024 übernommen und die Beflaggung am neuen „Flaggentag“ wurde teilweise vergessen.